# Balmoral Stadium
Der Calder Park (durch Sponsoringvertrag als Balmoral Stadium bekannt) ist ein Fußballstadion in der schottischen Stadt Cove Bay, einem Vorort von Aberdeen. Die Anlage ist seit 2018 Eigentum und Heimspielstätte des Fußballclubs der Cove Rangers. Die Kapazität beträgt 2602 Zuschauer, davon 410 Sitzplätze. Gespielt wird auf Kunstrasen.

## Geschichte
Die Cove Rangers waren nach dem Verlassen des Allan Parks im Jahr 2015, der seit 1948 ihr Heimstadion war, für einige Spielzeiten ohne eigene Spielstätte. Die Cove Rangers beschlossen ein Jahr zuvor, ein neues Stadion selbst voranzutreiben. Der Stadtrat von Aberdeen akzeptierte im November 2014 die ersten Etappen der Baugenehmigung unter dem Namen „Calder Park“.
Das Balmoral-Stadion wurde rechtzeitig zu Beginn der Saison 2018/19 fertiggestellt. Ein Jahr später stieg der Verein aus der Highland Football League in die Scottish League Two auf. Das Stadion gilt innerhalb der Scottish Professional Football League als ziemlich klein, aber funktional.
Auf der Südseite des Stadions befindet sich die kleine Haupttribüne, die sich über die halbe Spielfeldlänge erstreckt und 324 Sitzplätze auf vier Blöcke verteilt bietet. Diese Tribüne ist überdacht und hat auf der Rückseite eine verglaste Fassade für andere Vereinseinrichtungen. Darunter einer „Hospitality-Suite“, Umkleidekabinen und Büros. Im gesamten Stadion gibt es zudem flache Stehplätze zu jeder Seite.
Auf der gegenüberliegenden Seite befinden sich drei kleine vorgefertigte Tribünen, die voneinander entfernt sind. Eine hat vier Sitzreihen mit insgesamt 86 Sitzplätzen, die beiden anderen Tribünen sind identisch mit sieben Sitzreihen. Auf der Nordseite hinter dem Stadion befinden sich einige sehr unansehnliche Kommunikationsmasten. Es gibt mehrere Flutlichtmasten, die sich auf jeder Seite des Spielfeldes befinden.
Ein Sponsoringvertrag mit der in Aberdeen ansässigen Balmoral Group im Dezember 2016 beinhaltete die Namensrechte für das Calder-Park-Gelände, in Balmoral Stadium zu ändern.
Das Balmoral Stadium wurde offiziell am 15. Juli 2018 mit einem Freundschaftsspiel zwischen den Cove Rangers und dem FC Aberdeen eröffnet. Die Partie wurde beim Stand von 2:1 abgebrochen. Jordon Brown erlitt bei einem Zusammenstoß in der 50. Minute mit Aberdeens Andrew Considine eine schwere Kopfverletzung. Er wurde 30 Minuten auf dem Feld behandelt und anschließend in das Aberdeen Royal Infirmary eingeliefert. Am Abend gab der Club bekannt, dass Brown nach den Untersuchungen das Krankenhaus verlassen konnte.